# Manfred Nielson
Pour les articles homonymes, voir Nielson.
Manfred Nielson, né le 25 février 1955 à Dorsten en Allemagne, est un amiral de la Bundeswehr, les forces armées allemandes, et actuellement commandant adjoint allié Transformation de l'OTAN. Avant il était chef d'état-major de la Base des forces armées (de), le service logistique et organisationnel de la Bundeswehr.